# Compsobata femoralis
Compsobata femoralis är en tvåvingeart som först beskrevs av Johann Wilhelm Meigen 1826.  Compsobata femoralis ingår i släktet Compsobata och familjen skridflugor. Inga underarter finns listade i Catalogue of Life.